# Alstroemeria viridiflora
Alstroemeria viridiflora este o specie de plante monocotiledonate din genul Alstroemeria, familia Alstroemeriaceae, descrisă de Johannes Eugen ius Bülow Warming. Conform Catalogue of Life specia Alstroemeria viridiflora nu are subspecii cunoscute.